# غولا (إلهة سومرية)
غولا "Gula" الإلهة الرئيسة والحامية لمدينة إيسن، عظمت هذه الإلهة في أيسن باسم «نن ـ أسينا» "Nin-Isina" سيدة أيسن، وفي أماكن أخرى باسم غولا "Gula" إلهة الصحة والشفاء في مجمع الآلهة السومري، وكانت تلقب بـ«السيدة الطبيبة العظيمة» ورمزها الكلب الذي عثر على هياكله العظمية مدفونة وعلى تماثيل لـه، كدلالة على قدسيته في موقع مدينة إيسن.
وغولا إلهة سومرية الأصل، وربما يعود اسمها لما قبل عصر فجر السلالات وهي ابنة إله السماء أنو وفي أوقات لاحقة ذكر أن أباها هو إنليل ومن ألقابها «نن ـ أسينا» و«نن ـ كراك» وهناك نص مسماري يتضمن وصفاً لغولا على لسانها حيث تذكر:
وعظمت غولا أيضاً تحت أسماء أخرى منها «ننتنوغا» و«ميمي» و «كوريبا» وهذا الاسم يعني «التي كانت غاضبة على الجبل» حيث كان معروفاً في العصر البابلي القديم، وفي نصوص مدينة فارة، وتل أبو صلابيخ، وكذلك في نصوص كتابية من سوسة. وكان الإله أنليل يعهد إلى لها بالقيام ببعض المهام الخاصة به ومنها إنزال العقاب بالمقصرين، فقد كانت الآلهة غولا من أقوى الآلهة في عصر إيسن- لارسا وأضحت رمزاً للقوة، فكانت ترتدي أزياء خاصة بالمحاربين.و كانت تعظيمها معروفاً في عصر فجر السلالات والعصر الأكدي، وقدست في مدن لكش، نفر وأوما "Umma" خلال عصر أور الثالثة.

## معابد غولا
شيدت لغولا العديد من الهياكل في الكثير من المدن أهمها:

### مدينة إيسن

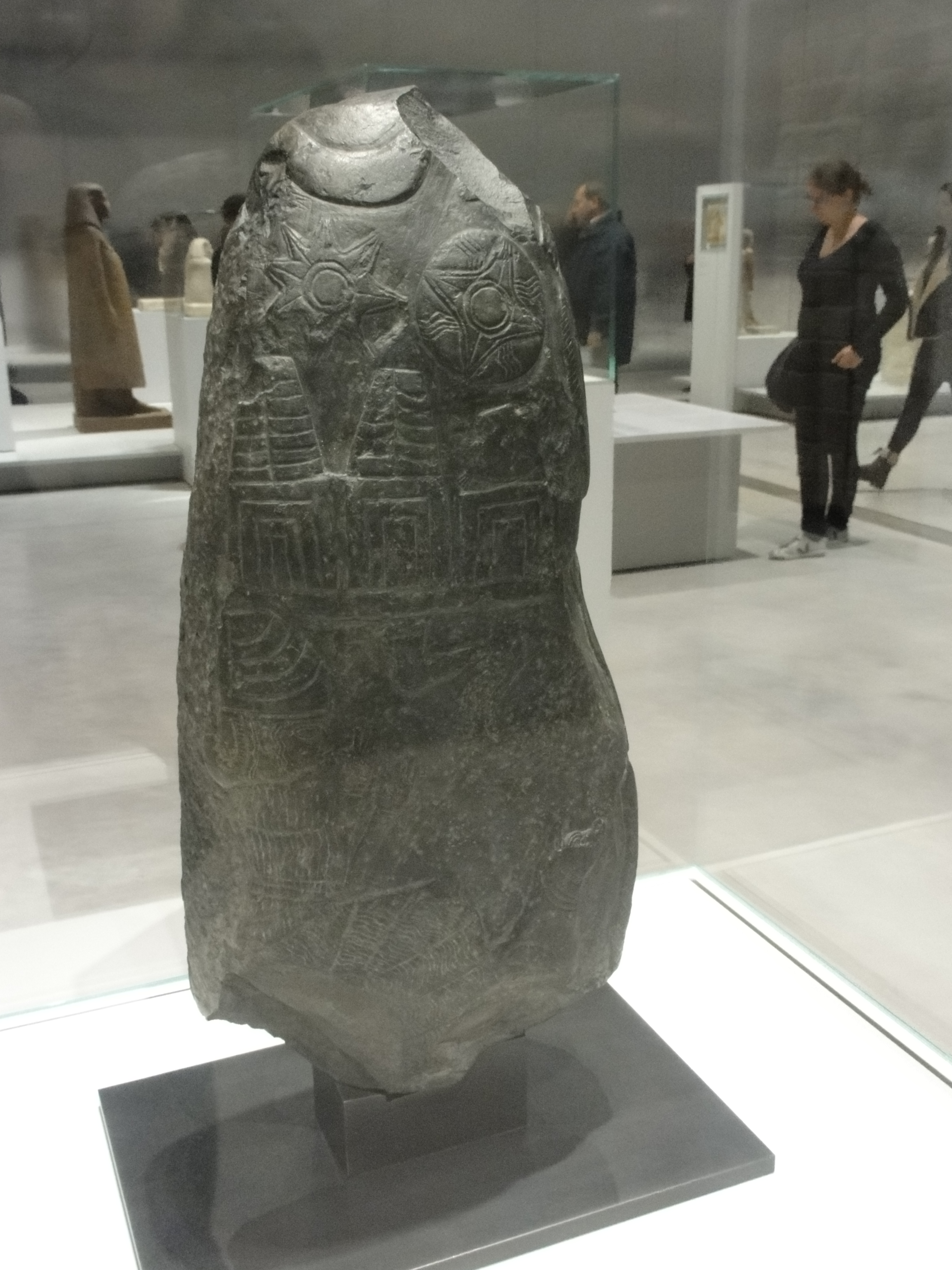
غولا بمتحف اللوفر

شيدت لها معابد كثيرة من أهمها، هيكل «أكال ـ ماخ»، «الحصن العالي» حيث وضع فيه (لبت ـ عشتار) التمثال المقدس لغولا وقد جدد بعد مدة طويلة من قبل (كوريكالزو الثاني) و (كادشمان ـ إنليل)، و (أدد ـ شما أوصر)، و (أدد ـ ابلا ـ أدنا)، و (نبوخذ نصر الثاني)، وورد ذكره في نصوص (إنليل ـ باني) و (زامبيا و (أور دوكوكا) و (دامق ـ أيليشو) وفي شريعة حمورابي أيضاً، ومن الهياكل الأخرى «أي ـ دم ـ كال ـ أنا» و«أي ـ كال ـ ريري» وهو معبد مشترك بين غولا وباو.

### مدينةآشور
بني لها أكثر من هيكل واحد وكانت مقدسة هناك منها هيكل «أيسا ـ باد» أول إعمار لـه في زمن الملك الآشوري (توكلتي ـ ننورتا الأول) «1244 ـ 1208ق.م»، في العصر الآشوري الوسيط ثم أعيد بناؤه في زمن الملك (أدد ـ نيراري الثاني) «911 ـ 891 ق.م»، والهيكل الثاني هو «أنام تيلا»، وكذلك «أي ـ كال ـ ماخ» وهو من أكبر هياكلها في أشور. وعبدت بمعية الإله «أمورو» "Amurru" في هيكل اسمه «أي ـ نن ـ دا ـ باد ـ دو ـ ا».

### مدينةسيبار
هيكل «أي ـ أول ـ لا» الذي جدده هذا نبوخذ نصر الثاني.

### مدينة بورسبا
شيدت لها ثلاثة هياكل هي: ـ «أي ـ غو ـ لا» و«أي ـ تي ـ لا» و«أي ـ زي ـ با ـ تي ـ لا» وقام الملك البابلي نبوخذ نصر الثاني بتجديد هذه المعابد الثلاثة.

### مدينة بابل
كانت معابد الآلهة غولا كثيرة منها «أي ـ ساد ـ باد» وهو أكبر معابد هذه الآلهة في بابل. وقد جدده أشور بانيبال وكذلك نبوخذ نصر الثاني ومنها «أي ـ أوب ـ أ ـ را ـ ال ـ لي» و«أي ـ أو ـ زو» و«أي ـ كال ـ ماخ» وهذه المعابد الثلاثة تقع كلها في «أي ـ ساك ـ إل» وهناك معبد آخر هو «أي ـ خر ـ ساك ـ كو ـ كا».

### مدينة نفر
موطن الإله إنليل الذي حظي باهتمام كبير في مدينة إيسن من قبل سكانها وملوكها ـ فقد وردت أخبار كثيرة عن تقديمهم الهدايا والقرابين لـه في نفر التي كانت تزورها الآلهة غولا في الاحتفالات السنوية. وتقدم لها الهدايا في هياكلها «أي ـ كا ـ أشبا ـ را» الذي يعني بيت العدالة وكذلك «أي ـ أورور ـ ساككا»، وقد كانت تحضر في اليوم الحادي عشر من نيسان وتلتقي مع الألهة العظام «أنو، إنليل، ننورنا، عشتار» وكل إله يأتي من مدينته.

### مدينة مرد
"Marad"(موقع الصدوم في محافظة القادسية) عبدت غولا وقدمت لها القرابين في معبد «أزيباتيلا» وذكر هذا الهيكل في ترتيلة للإلهة عشتار.

### مدينة لاراك
"Larak"هياكلها كثيرة فيها، مما يدل على انتشار وسعة عبادتها في هذه المدينة ومنها معبد «أسا ـ باد» ويعني «البيت الحكيم» ولها هيكل بالاسم ذاته في مدينة إيسن وفي لاراك أيضاً لها هيكل آخر هو «أي ـ أش ـ تي» يعني «بيت العرش».

### مدينة أور
كان لغولا أكثر من هيكل فيها لكن أشهر هذه المعابد هو«أي ـ كال ـ ماخ».

### أوروك
الوركاء "Uruk" عظمت غولا في هيكل يحمل الاسم معبد مدينة أور ذاته، «أي ـ كال ـ ماخ».

### مدينة فيلكا
وكذلك عظمت غولا في فيلكا، فقد عثر على جزء من ختم دائري مدون عليه اسم الآلهة غولا، وجاء النص بهذه الصورة «البيت العظيم للآلهة غولا» أو هيكل الآلهة غولا، وقد عظمت من قبل أهل هذه المدينة كآلهة للصحة والشفاء، وكذلك عثر على ختم دائري في هذه المدينة، وهو ذو وجهين دوّن على الوجه الأول اسم الإلهة غولا وفي الوجه الآخر رجلان واقفان متقابلان يضع كل منهما على رأسه تاج ويرفعان أيديهما إلى الأعلى وهذا يدل على شهرة هذه الإلهة.